# Puente de piedra La Laja

El Puente de piedra La Laja, localmente conocido como puente angosto, está ubicado en el kilómetro 29.70 de la ruta D-37-E 'Illapel - Tilama'.

## Historia
En el proceso constructivo de  la vía ferroviaria a Angol, se produjo un puente provisional de madera  que perduró durante un largo periodo. La realización del pilotaje de dicho puente demostró que bajo la arena y el fango superficial, a poca profundidad se encontraba el suelo firme.
Al momento de planear la construcción del puente permanente , se recurrió al sistema de tubos de albañilería que debía  bajar por su peso y dragar el interior de las napas subterráneas del lugar.
Se consideró que el área circular no era la apropiada para situar los apoyos de la estructura, por lo que sería más oportuna una sección regular.
Se generaron tubos de albañilería con  porciones regulares, los que se sumergieron en un tiempo prematuro en el terreno , añadido a esto, sin saber si fue por el mal manejo del trabajo o si las columnas no eran las apropiadas para soportar las aguas que contiene el laja, se generó una desviación e inclinación de todas las columnas antes sumergidas , razón por la que el ingeniero que se encontraba a cargo renunció a seguir en el puesto de trabajo. 
A la fecha actual aún es posible ver las columnas tumbadas bajo el agua como evidencia a una faena sin éxito y mal manejo del dragado interior, sumado  a la falta de descenso de las columnas. Sin embargo, este sistema es usualmente utilizado en los sistemas de fundaciones con un gran éxito en los resultados en lugares donde se busca un suelo firme en mayores profundidades de las necesarias en el laja.
Es de creerse de la misma manera que la sección rectangular que se escogió no es la más adecuada; un cilindro siempre presenta en estos casos más facilidades para ser enterrado de manera recta en el terreno y evitar sus desplomes.
Pasado este fracaso, existió una temporada de tiempo sin intentar continuar con las labores y, cuando se pensó de nuevo en el puente definitivo de la Laja, se planificó con estribos tubulares de ferretería que deberían ser sumergidos con aire comprimido debajo de la superficie junto con los estribos de mampostería, la fundación de las columnas era de 2,438 ni. de diámetro y 15 metros de largo en total.
Este no presentó ningún tipo de dificultad. Se implementó por medio de un puente de servicio que funciono como andamio para la colocación de las ferreterías.
Sin embargo, no sucedió lo mismo con los estribos: el estribo del área norte se fundó sin ningún problema en el suelo firme,  mientras que en el estribo sur, no se pudo seguir con este tipo de procedimiento por lo que fue fundado sobre columnas.
Entonces se puso en plan de su paramento en frente a tres columnas T, y que estas fuesen sumergidas hasta los niveles bajos de aguas del río, sobre estas pilastras se pondrían bovedillas transversales que estarían unidas unas con otras, finalmente sobre ellas existiría una mampostería del muro de estribo. 

Por la parte posterior, esta tendría una cubierta en piedra grande, de este modo estaba formando un talud los huecos B. B. hasta ser rellenadas completamente para así servir de enrocado en el lugar donde reposan los terraplenes que se apoyan en contra al estribo. Por otra parte, las bovedillas se hicieron con ladrillos de lota, escogidos especialmente entre los más rígidos (de los cuales hasta ahora se conservan de buena manera y sin dar alguna muestra de descomposición como las que se presentan en otro tipo de albañilerías).
Los muros presentes al otro lado del estribo están construidos de la misma forma, a pesar de ello, la unión de tubos de las bovedillas es mayor. El puente y su funcionamiento se ha mantenido en un buen estado, pero las creces sucesivas del río se han cargado al lado sur de su lecho, erosionando el terreno en el que se construyó, dejado demasiado expuesto a los terraplenes del acceso sur del puente lo que tiende a amenazar el estribo por la espalda, el día en que las aguas quebranten esos terraplenes.

## Construcción
La construcción del puente la Laja se llevó a cabo en el año 1910, fue creado en base a una estructura simple de piedras esculpidas, compuestas por arcos de medio punto unidos mediante pilares, la característica del arco es que, funciona a compresión, por ende, puede recibir importantes cargas sin sufrir un impacto significativo en su estructura. Se compone de tres tramos de 38 metros de longitud, con un puente en arco muy alto de 10.5 metros aproximadamente; junto a estribos y dos cepas de mampostería en piedra, con una pendiente longitudinal.
La tecnología que se aplicó en su construcción tradicional se encuentra en desuso actualmente, sin embargo, es un valioso registro de la capacidad de resolución técnica y de la situación del arte de principios del siglo XX.
La obra vendría siendo una reliquia de la antigua red longitudinal norte del ferrocarril que conectaba la Región de Coquimbo con la Región de Valparaíso construida entre finales del siglo XIX y comienzos del XX, pensada como una alternativa de transporte para los bienes que eran derivados de la explotación agrícola al interior del país. También se pensó como opción de transporte para tropas y pertrechos en el caso de un eventual conflicto bélico con los países del norte.
Con el paso del tiempo el puente fue deteriorándose y se inició una restauración en el 2012 en un proyecto de nombre Restauración estructural de la Ruta D-37 de puentes y túneles Tilama y Quelón” financiado por el gobierno regional

## Estructura
El puente de la laja tiene una estructura metálica compuesta de 8 tramos independientes entre sí. siendo estos de vigas rectas con vía inferior de 50 metros cada una. Sosteniéndose en estribos de mampostería y machones de tubos de ferretería. Ubicada entre las estaciones de San Rosendo y de Laja.
Su resistencia estructural y calidad de la obra han quedado al manifiesto, logrando soportar con éxito los embates que diversos terremotos han azotado a la región durante un siglo. pero aun así no se salva de los daños y desgastes derivados de su uso, provocado por el tránsito sin fiscalización de camiones de alto tonelaje que poseen un ancho superior al que en sus inicios presentaba el ferrocarril.

## Valor cultural
Esta arquitectura tiene un valor fundamental en la identidad correspondiente a la zona. Además de ello, posee una importancia y enriquecimiento histórico, debido a que este se encuentra ubicado sobre la ruta de acceso que tomó Almagro para dirigirse a nuestro país, lo que lo localiza en la red longitudinal, y sus vestigios arquitectónicos, en un sitio que ha sido de gran relevancia en la historia del descubrimiento Chile.
Ante este gran valor patrimonial que se ve presente en la estructura, se era necesario de resguardarse del deterioro que podría presentar por los años, es decir, del que estaba siendo objeto, además de ello es el preservar la ruta y el interés turístico de la que ésta forma parte. Debido a estas razones, en el año 2011, el día 23 de marzo se decretó al Puente de Piedra La Laja como Monumento Nacional en la categoría de Monumento Histórico.